# Zygmunt Lenkiewicz (duchowny)
Zygmunt Franciszek Lenkiewicz herbu Kotwicz (ur. 27 maja 1845, zm. 18 maja 1913 we Lwowie) – polski duchowny rzymskokatolicki.

## Życiorys
Urodził się w 1845. W 1867 otrzymał sakrament święceń kapłańskich. Rok potem udał się na dalsze studia do Frinitaneum w Wiedniu. Zyskał stopień doktora teologii. Po powrocie do Galicji został katechetą w gimnazjum we Lwowie oraz prefektem małego seminarium. Pisał prace naukowe, po czym w 1881 został powołany do Katedry Teologii Moralnej na Uniwersytecie Jagiellońskim. Po 10 latach wrócił do Lwowa. Został wtedy kanonikiem kapituły metropolitalnej obrządku łacińskiego. Był rektorem Seminarium Duchownego. Pełnił funkcję redaktora i wydawcy „Gazety Kościelnej”. W 1912 został tam infułatem dziekanem kapituły i pełnił tę funkcję do końca życia w charakterze prałata domowego Jego Świętobliwości.
Był dyrektorem Zakładu Głuchoniemych we Lwowie. Z koła radzieckiego został wybrany radnym miejskim we Lwowie. Zasiadł w C. K. Radzie Szkolnej Krajowej jako reprezentant wyznań. Był członkiem Towarzystwa Galicyjskiej Kasy oszczędności we Lwowie i członkiem kuratorii Fundacji „Schroniska dla Starców im. Domsa” we Lwowie.
Został odznaczony Krzyżem Komandorskim Orderu Franciszka Józefa (1908) i Orderem Korony Żelaznej III klasy (1898).
Zmarł w 1913. Został pochowany na Cmentarzu Łyczakowskim we Lwowie.